# Mechta-Afalou
Mechta-Afalou ou Mechtoide são um extinto povo do Norte da África. Os mechtoides habitavam o Norte na África durante o Paleolítico e Mesolítico (cultura arqueológica Ibero-Maurisiana).
Os mechtoides foram assimilados durante o Neolítico e Idade do Bronze Inferior por portadores de línguas afro-asiáticas. A cultura capsiana, do ponto de vista arqueológico, é considerada um desenvolvimento indígena.
Em resumo, as várias linhas de evidências, usadas para argumentar a derivação da capsiana do leste, de fato, sugerem a oposto, levando a simples conclusão de continuidade entre a Ibero-Maurisiana e Capsiana. No início do Holoceno como as populações ibero-maurisianas se moveram para o interior para tirar proveito da melhoria das condições climáticas do final do Pleistoceno causou uma divergência adaptativa, que resultou na variabilidade inter-regional..